# Mayhem (álbum de Imelda May)
Mayhem es el tercer álbum de estudio de la cantante irlandesa de rockabilly Imelda May; fue lanzado el 3 de septiembre de 2010 por la discográfica Decca Records.

## Grabación
Después de su gira internacional de conciertos promocionando su álbum anterior, Love Tattoo, que había llegado al número uno en Irlanda, May se tomó un pequeño descanso antes de regresar al estudio para iniciar las grabaciones de Mayhem. Al igual que en Love Tattoo, Imelda May escogió los estudios Embassy, en Upton Grey, cerca de Basingstoke. La gente de la nueva discográfica con la que había firmado, Decca Records, quedaron sorprendidos cuando oyeron que los estudios eran un establo reconvertido, y "recorrieron toda la distancia hasta el medio de la nada para echar un vistazo". La grabación de los temas duró tan sólo dos semanas y la producción final del álbum se completó en verano de 2010 en Electric Mastering.

## Lista de canciones
Todas las canciones escritas y compuestas por Imelda May salvo que se indique lo contrario. 
| N.º | Título                                         | Escritor(es)  | Duración |  |
| 1.  | «Pulling the Rug»                              |               | 3:54     |  |
| 2.  | «Psycho»                                       |               | 2:53     |  |
| 3.  | «Mayhem»                                       |               | 2:47     |  |
| 4.  | «Kentish Town Waltz»                           |               | 4:50     |  |
| 5.  | «All for You»                                  |               | 2:51     |  |
| 6.  | «Eternity»                                     | Darrel Higham | 3:17     |  |
| 7.  | «Inside Out»                                   |               | 3:28     |  |
| 8.  | «Proud and Humble»                             |               | 4:01     |  |
| 9.  | «Sneaky Freak»                                 |               | 3:05     |  |
| 10. | «Bury My Troubles»                             |               | 3:07     |  |
| 11. | «Too Sad to Cry»                               |               | 4:29     |  |
| 12. | «I'm Alive»                                    |               | 3:52     |  |
| 13. | «Let Me Out»                                   |               | 3:22     |  |
| 14. | «Tainted Love» (versión de Gloria Jones, 1965) | Ed Cobb       | 2:48     |  |

| Temas adicionales de versión extendida |                                                                  |          |  |
| N.º                                    | Título                                                           | Duración |  |
| 15.                                    | «Johnny Got a Boom Boom» (remix de 2010 del tema de Love Tattoo) | 2:41     |  |
| 16.                                    | «Inside Out» (Remix, incluido como descarga digital)             | 3:42     |  |

| iTunes |                                |          |  |
| N.º    | Título                         | Duración |  |
| 15.    | «Mayhem» (Versión masterizada) | 2:58     |  |
| 16.    | «Psycho» (Versión masterizada) | 2:44     |  |

| More Mayhem |                                                           |                            |          |  |
| N.º         | Título                                                    | Escritor(es)               | Duración |  |
| 16.         | «Road Runner»                                             |                            | 3:05     |  |
| 17.         | «Gypsy»                                                   |                            | 3:28     |  |
| 18.         | «Blues Calling»                                           |                            | 4:53     |  |
| 19.         | «Walking After Midnight» (Versión de Patsy Cline, 1957)   | Alan W. Block/Donald Hecht | 2:51     |  |
| 20.         | «Inside Out» (Imelda May vs. Blue Jay Gonzalez Latin mix) |                            | 3:15     |  |
| 21.         | «Proud and Humble» (Steve Osbourne mix)                   |                            | 3:16     |  |

## Personal
Según se señala en el álbum:
| - Imelda May – voz, bodhrán - Darrel Higham – guitarra - Al Gare – bajo eléctrico, contrabajo - Steve Rushton – batería, percusión - Dave Priseman – trompeta, flugelhorn, percusión - John Quinn – violín (en "Kentish Town Waltz") - Stewart Johnson – steel guitar (en "I'm Alive") - Olly Wilby – clarinete (en "Inside Out") - Andy Wood – trombón (en "Inside Out") - Dean Beresford – drums (en el remix de "Johnny Got a Boom Boom") | - Imelda May – productora, mezcla - Andy Wright – productor, mezcla - Gavin Goldberg – productor, mezcla - Graham Dominy – ingeniero de audio - Darrel Highham – mezcla - Guy Davie – máster de grabación - Stylorouge – dirección de arte, diseño - Carátula por Mark Higenbottam - Fotografía por Chris Clor - Fotografía de la banda por Lisa @ Cherry Bomb Rock Photography |

## Posicionamiento en listas
| Lista (2010)                    | Puesto más alto |
| ------------------------------- | --------------- |
| Irlanda                         | 1               |
| España                          | 57              |
| Reino Unido                     | 7               |
| Lista (2011)                    | Puesto más alto |
| Australian ARIA Albums Chart    | 46              |
| Belgian Albums Chart (Wa)       | 72              |
| New Zealand RIANZ Top 40        | 30              |
| US Billboard 200                | 108             |
| US Billboard Blues Albums       | 2               |
| US Billboard Heatseekers Albums | 1               |
| US Billboard Rock Albums        | 34              |
| US Billboard Tastemaker Albums  | 23              |

| Año  | Sencillo             | Puesto más alto | Puesto más alto |
| Año  | Sencillo             | IE              |                 |
| ---- | -------------------- | --------------- | --------------- |
| 2010 | "Mayhem"             | 24              |                 |
| 2011 | "Kentish Town Waltz" | 28              |                 |

## Lanzamiento
| Región         | Fecha                   | Formato(s)                               | Discográfica | Catálogo    |
| -------------- | ----------------------- | ---------------------------------------- | ------------ | ----------- |
| Irlanda        | 3 de septiembre de 2010 | CD, limited edition CD, descarga digital | Decca        | 2749140     |
| Reino Unido    | 4 de octubre de 2010    | CD, limited edition CD, descarga digital | Decca        | 2751925     |
| Estados Unidos | 19 de julio de 2011     | CD, descarga digital                     | Decca        | B0015743-02 |
| Estados Unidos | 6 de diciembre de 2011  | LP (vinilo)                              | Decca        | B0016331-01 |